# Matthew McLean
Matthew "Matt" McLean (ur. 13 maja 1988 w Cleveland) – amerykański pływak, specjalizujący się głównie w stylu dowolnym.
Mistrz olimpijski z Londynu (2012) w sztafecie 4 x 200 m stylem dowolnym. Mistrz świata na krótkim basenie ze Stambułu (2012) w tej samej sztafecie. Dwukrotny medalista uniwersjady w Shenzhen (2011).